# Chinateatern
Chinateatern är en privatteater som ligger intill Hamngatan vid västra sidan av Berzelii park i stadsdelen Norrmalm i Stockholm.

## Historia
Chinateatern tillkom på initiativ av byggherren och byggmästaren Carl Zetterberg som i förhandlingar med Charles Magnusson på Svensk Filmindustri beslutat om att uppföra en storbiograf vid Berzelii park. Biografen som även skulle kunna användas som teater skulle ha namnet China och ges en kinainspirerad form. Som arkitekt anlitades Albin Stark, som efter arbete i Kina var väl förtrogen med formerna, vilka han anpassade till tjugotalsklassicism. Byggnaden uppfördes 1927–1928. Över entréns joniska pilaster som krönts med lyktor, placerade arkitekten en rektangulär stentavla vars kinesiska tecken lyder Det fulländade seendets hus.
Einar Forseth och Ewald Dahlskog stod för den konstnärliga inredningen och hade i kupolen låtit fälla in inte mindre än 1 485 stjärnor. Det är en exakt kopia av stjärnhimlen vid vårdagjämningen 1870. Stjärnhimlen målades senare över, men återställdes vid restaureringen inför musikalen Cats 1987. Genom att bygga en enorm läktare kunde man till en början ta emot 1 486 åskådare. Platsantalet minskades senare till 1 245. På byggnadens tak utfördes en rund glaspaviljong för servering med takträdgård som kallades Berzeliiterrassen.
Chinateatern invigdes som biograf den 19 oktober 1928 med Greta Garbos stumfilm Anna Karenina. Den drevs då av Svensk Filmindustri. Redan 1929 spelade Ernst Rolf sommarrevy här och fortsatte med det i ytterligare två somrar. Varietéer var vanliga sommartid under många år, men på vintersäsongen var det biograf. 
Här har spelats revy, musikaler, komedier, skolteater och även Dramaten har använt sig av teatern. År 1980 slutade lokalen att fungera som biograf. Chinateatern återinvigdes med ett direktsänt galaparty på TV 12 mars 1982, som värd stod Bosse Parnevik, som drev teatern tillsammans med Hasse Wallman. 1986 sålde Parnevik sin del i teatern och den drevs vidare av Wallman tillsammans med olika samarbetspartner fram till 1995.
I januari 2009 övertog Vicky von der Lancken teatern.
Sedan slutet av 1980-talet arrangeras även kongresser i lokalen. En ny påbyggnad genomfördes 2001–2002 av Nyréns Arkitektkontor. China är via en underjordisk gång förbundet med hotell- och restauranganläggningen Berns.

## Bildgalleri

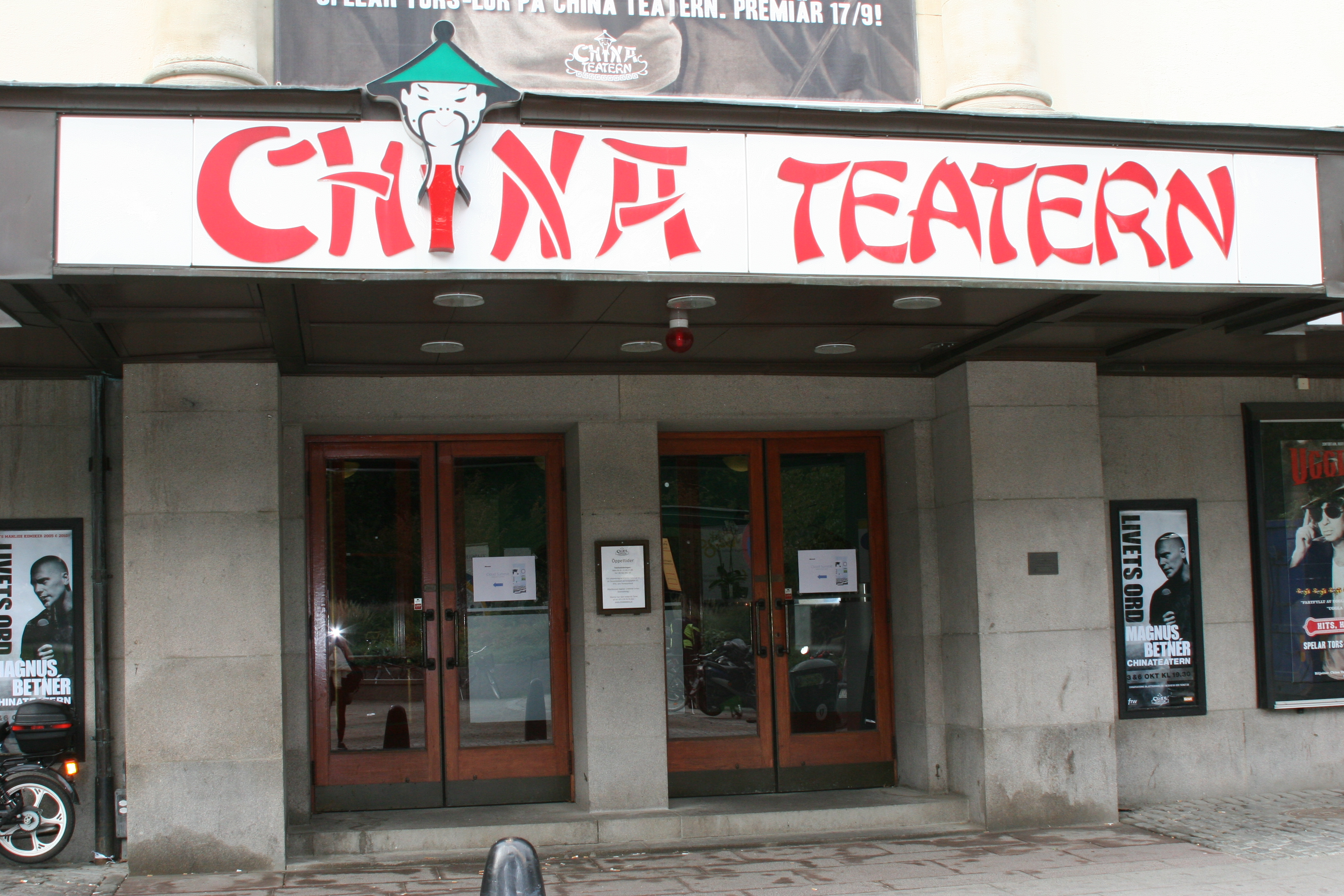
Ingången till Chinateatern, 2010.
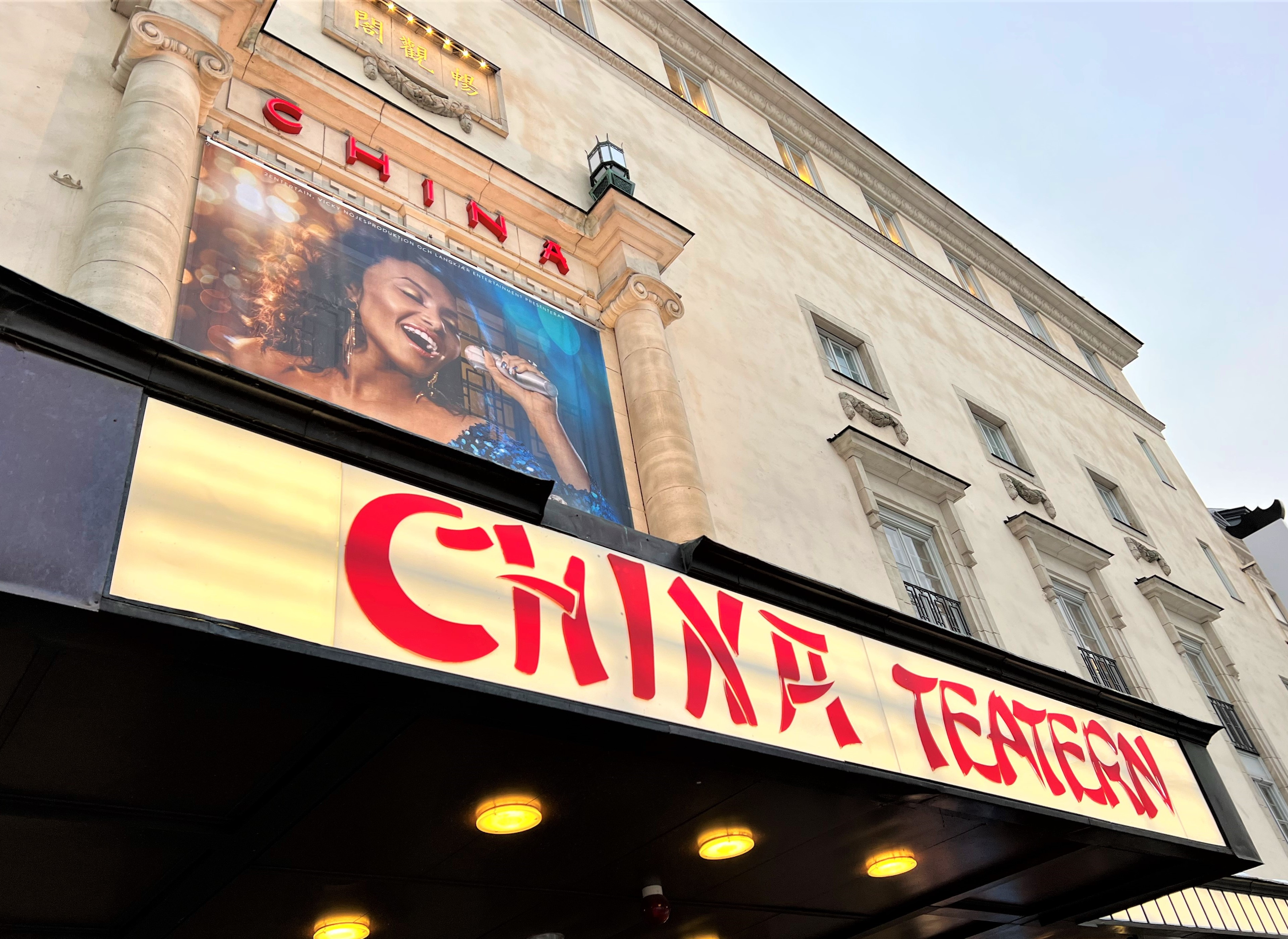
Fasaddetaljer, 2022.
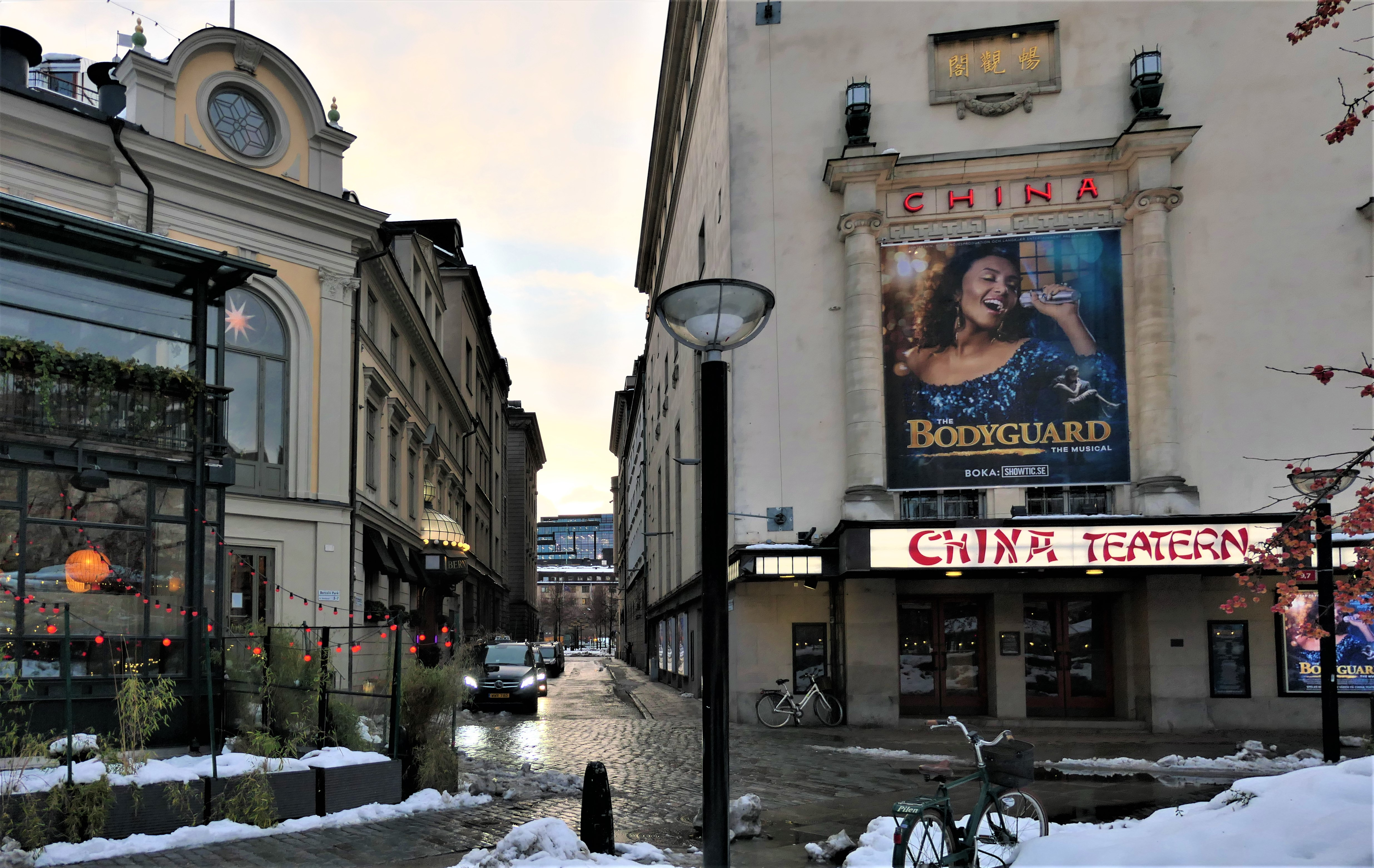
Vy ner mot Näckströmsgatan, mellan Berns och Chinateatern, 2022.

## Uppsättningar (ej komplett)
| År   | Produktion                                                | Upphovsmän                          | Regi                          | Noter |
| ---- | --------------------------------------------------------- | ----------------------------------- | ----------------------------- | --- |
| 1929 | Rolfs Chinarevy                                           |                                     |                               | Premiär 3 maj 1929 |
| 1930 | Rolfs Chinarevy                                           |                                     |                               | Premiär 11 maj 1930 |
| 1931 | Rolfs revy                                                |                                     |                               | Premiär 16 maj 1931 |
| 1932 | Josephine Baker-revyn                                     |                                     |                               | Premiär 15 juli 1932 |
| 1937 | Uarda                                                     |                                     |                               | Premiär 11 april 1937 |
| 1937 | Jubileumsrevy                                             |                                     |                               | Premiär 18 maj 1937 |
| 1937 | Till säters                                               |                                     |                               | Premiär 19 december 1937 Gästspel från Oslo Barnteater |
| 1938 | Påskvarieté                                               |                                     |                               | Premiär 19 april 1938 |
| 1938 | Majvarieté                                                |                                     |                               | Premiär 2 maj 1938 |
| 1938 | Julivarieté                                               |                                     |                               | Premiär 2 juli 1938 |
| 1939 | Aprilvarieté                                              |                                     |                               | Premiär 2 april 1939 |
| 1939 | Majvarieté                                                |                                     |                               | Premiär 5 maj 1939 |
| 1939 | Julivarieté                                               |                                     |                               | Premiär 2 juli 1939 |
| 1939 | Augustivarieté                                            |                                     |                               | Premiär 2 augusti 1939 |
| 1940 | Aprilvarieté                                              |                                     |                               | Premiär 3 april 1940 |
| 1940 | Majvarieté                                                |                                     |                               | Premiär 3 maj 1940 |
| 1940 | Junivarieté                                               |                                     |                               | Premiär 4 juni 1940 |
| 1940 | Augustivarieté                                            |                                     |                               | Premiär 3 augusti 1940 |
| 1940 | Septembervarieté                                          |                                     |                               | Premiär 3 september 1940 |
| 1944 | Rika morbror                                              | August Blanche                      | Stig Torsslow                 | Premiär 28 februari 1944 Gästspel av Dramaten |
| 1945 | Hur tokigt som helst                                      |                                     | Sam Besekow                   | Premiär 1 juli 1945 |
| 1946 | Behärska dig kvinna Lady Behave                           | Stanley Lupino och Edward Horans    | Johan Jacobsen                | Premiär 12 september 1946 |
| 1948 | David Copperfield                                         |                                     |                               | Premiär 7 december 1948 |
| 1949 | Oklahoma!                                                 |                                     | Kai Wilton                    | Premiär 30 december 1949 |
| 1950 | Där de stora torskarna gå                                 |                                     |                               | Premiär 1 mars 1950 Kostym Mago |
| 1951 | Karl Gerhards glädjehus, revy                             | Karl Gerhard                        | Leif Amble-Næss               | Premiär 28 februari 1951 Scenografi Evert Myhrman, Kostym Mago |
| 1952 | Kyss mej Katie                                            | Karl Gerhard                        | Per Gerhard                   | Premiär 29 februari 1952 Karl Gerhard, Katie Rolfsen, Gudrun Brost, Eric Gustafson, Emy Hagman, Alf Östlund, Göthe Ericsson, Stig Johansson, Ivar Sjögren, Ingegerd Ehn, Mille Schmidt, Harald Emanuelsson, Solweig Assgard, Carentabaletten, Fem Talos Kapellmästare Herbert Stéen |
| 1952 | En dubbel-lätt revy                                       |                                     |                               | Premiär 2 augusti 1952 |
| 1953 | Älskling på vågen                                         |                                     |                               | Premiär 4 mars 1953 |
| 1956 | En glad fiesta                                            |                                     |                               | Premiär 1 maj 1956 |
| 1956 | Tittskåpet                                                |                                     |                               | Premiär 2 april 1956 |
| 1957 | En fläkt från Paris                                       |                                     |                               | Premiär 3 april 1957 |
| 1957 | Rock'n i stan                                             |                                     |                               | Premiär 3 maj 1957 |
| 1957 | Sommar med Delta                                          |                                     |                               | Premiär 2 juli 1957 |
| 1957 | Varietéhuset Augusti                                      |                                     |                               | Premiär 1 augusti 1957 |
| 1958 | Folies Pigalle                                            |                                     |                               | Premiär 2 juli 1958 |
| 1958 | Vår egen ö                                                |                                     | Rolf Carlsten                 | Premiär 25 november 1958 Gästspel från Dramaten |
| 1959 | Brazil-Brazil                                             |                                     |                               | Premiär 30 april 1959 |
| 1959 | Lyckliga dagar Les jours heureux                          | Claude-André Puget                  | Mimi Pollak                   | Premiär 26 oktober 1959 Gästspel från Dramaten |
| 1959 | Soligt och roligt                                         |                                     |                               | Premiär 2 juni 1959 |
| 1960 | En glad och bättre junius                                 |                                     |                               | Premiär 2 juni 1960 |
| 1962 | Vicke nys eller Ost side story                            |                                     | Egon Larsson                  | Premiär 30 mars 1962 |
| 1962 | Vi ska trivas                                             |                                     | Einar Schanke                 | Premiär 1 juni 1962 |
| 1963 | Calle P                                                   |                                     | Egon Larsson                  | Premiär 5 april 1963 |
| 1963 | Anne Franks dagbok The Diary of Anne Frank                | Frances Goodrich och Albert Hackett | Mimi Pollak                   | Premiär 12 november 1963 Gästspel av Dramaten |
| 1963 | Vår lilla stad Our Town                                   | Thornton Wilder                     | Stig Torsslow                 | Premiär 5 februari 1963 Gästspel av Dramaten |
| 1964 | Romeo och Julia Romeo and Juliet                          | William Shakespeare                 | Ulf Palme                     | Premiär 7 april 1964 Gästspel av Dramaten |
| 1964 | Gula hund, revy                                           | Hasse och Tage                      | Tage Danielsson               | Premiär 5 juni 1964 |
| 1964 | Hjälten på den gröna ön The Playboy of the Western World  | John Millington Synge               | Lars-Erik Liedholm            | Premiär 22 oktober 1964 Gästspel av Dramaten |
| 1964 | Arlecchinos äventyr                                       | Giacomo Oreglia                     | Kåre Gundersen Birgit Åkesson | Premiär 10 november 1964 Gästspel av Dramaten |
| 1964 | Ett skådespel för Gud och envar Black Nativity            | Langston Hughes                     | Vinnette Justine Carroll      | Premiär 12 december 1964 Gästspel |
| 1964 | Leonce och Lena Leonce und Lena                           | Georg Büchner                       | Lars-Erik Liedholm            | Premiär 14 december 1964 Gästspel av Dramaten |
| 1965 | Don Juan eller Stengästen Dom Juan ou Le Festin de pierre | Molière                             | Ingmar Bergman                | Premiär 17 mars 1965 Gästspel av Dramaten |
| 1965 | Ture Sventon, privatdetektiv                              | Åke Holmberg                        | Stig Ossian Ericson           | Premiär 4 maj 1965 Gästspel av Dramaten |

### Hasse Wallman och Bosse Parnevik
| År   | Produktion                                                               | Upphovsmän                                               | Regi               | Noter |
| ---- | ------------------------------------------------------------------------ | -------------------------------------------------------- | ------------------ | --- |
| 1982 | Bosse Parneviks renoveringsshow                                          |                                                          |                    | |
| 1982 | Chinas sommarrevy                                                        |                                                          | Lars Amble         | |
| 1982 | Det är ju min show I'm Getting My Act Together and Taking It On The Road | Nancy Ford och Gretchen Cryer Översättning Beppe Wolgers | Lars Göran Carlson | Premiär 18 september 1982 Barbro Svensson, Ulf Brunnberg, Kim Rhedin, Elisabeth Sjöström, Göran Rydh Orkesterledare Christer Wickman, Koreografi Graham Tainton, Scenografi Ingvar Danielsson |
| 1983 | Parneviks revyparty                                                      |                                                          |                    | |
| 1983 | The Rocky Horror Show                                                    | Richard O'Brien                                          | Thotte Dellert     | Premiär 21 mars 1983 Pontus Platin, Thotte Dellert, Ted Åström, Anne-Lie Rydé, Maria Rydberg, Dan Ekborg, Axel Segerström, Karina Rydberg, Mia Lindgren, Lotta Pedersen, Marie Louise Waldenström, Michael Stenemuhr, Per Birger Stenudd Orkesterledare Robert Wells, Koreografi Hans Marklund, Scenografi Bengt Peters, Kostym Christer Lindarw |
| 1984 | Bäddat för sex A bed full of foreigners                                  | Dave Freeman Översättning Gösta Bernhard                 | Herman Ahlsell     | Premiär 20 januari 1984 Eva Bysing, Christina Schollin, Meg Westergren, Kjell Bergqvist (1984), Ted Åström (1984-1985), Johannes Brost, Torsten Lilliecrona, Carl Billquist Scenografi Bengt Peters, Kostym Inger Pehrsson |
| 1985 | Världens galenskap                                                       | Lars Berghagen och Peter Ström                           | Peter Flack        | Premiär 13 september 1985 Lasse Berghagen, Inga Gill, Stefan Ljungqvist, Gösta Wälivaara, Gunilla Åkesson, Charlotte Ardai, Ann-Christiné Bengtsson, Towe Lindblom, Åke Norin, Bengt Olsson, Annika Sjögren, Johnny Sundin Douglas Westlund med femmannaorkester, Koreografi Lasse Kühler                                                        |

### Hasse Wallman
| År   | Produktion                          | Upphovsmän                                                                                            | Regi          | Noter |
| ---- | ----------------------------------- | --- | ------------- | --- |
| 1987 | Jubel i holken                      | | Lill Lindfors | |
| 1987 | Cats                                | Andrew Lloyd Webber och T.S. Eliot                                                                    | Runar Borge   | Premiär 11 september 1987 |
| 1989 | Är du inte riktigt fisk Key for Two | John Chapman och Dave Freeman                                                                         | Tony Verner   | Mona Seilitz, Janne "Loffe" Carlsson, Kjell Bergkvist, Nina Gunke, Johannes Brost, Monica Nielsen, Mia Benson. |
| 1989 | West Side Story                     | Leonard Bernstein, Stephen Sondheim och Arthur Laurents Översättning Klas Östergren och Gösta Rybrant | Runar Borge   | Premiär 3 februari 1989 Maria Rydberg, Joakim Jennefors, Sharon Dyall, Petra Nielsen, Ivan Öhlin, Lars Bethke, Myrra Malmberg, Martina Langas, Lena Engman, Elisabeth Edgren, Anneli Bäckström, Marianne Ljunggren, Christer Thornell, John Ljunggren, Benny Säldemar, Erik Kristensen, Claes Passalaqua, Per Bristow, Jari Törrönen, Peter Engelfeldt, Jan Vesala, Per Larsén, Ingvar Jönsson, Björn Wikström, Mikael Johansson, Carl Billquist, Willie Andréason, Hans Wiborg                                           |
| 1990 | Annie get your gun                  | Irving Berlin, Dorothy Fields och Herbert Fields                                                      | Chet Walker   | |
| 1991 | Grease                              | Jim Jacobs och Warren Casey Översättning Ingela Pling Forsman                                         | Runar Borge   | Premiär 6 september 1991 Pernilla Wahlgren, Lars Bethke, Ewa Roos, Peter Jöback, Petra Nielsen, Ia Gustafsson, Marie Bergenholtz, Anna Norberg, Robert Dröse, Kim Sulocki, Richard Herrey, Dan Malmer, Sara Lindh, Caroline Wester, Tommi Sliiden, Stig Engström, Kelly Tainton, Susanna Söderholm, Lena Engman, Anna-Carin Isacsson, Susanne Rodas, Johanna Stensland, Jimmy Schönning, Christer Tornell, Peter Engelfeldt, Frank Berg Koreografi Runar Borge, Scenografi Svein Lund-Roland, Kostym Lars-Åke Wilhelmsson |
| 1993 | Fame                                | Steven Margoshes, José Fernandez och Jacques Levy Översättning Ingela Pling Forsman                   | Runar Borge   | Premiär 23 januari 1993 Petra Nielsen, Blossom Tainton, Karl Dyall, Susanne Rodas, Dan Malmer, Peter Jöback, Linda Söderholm, Anki Albertsson, Fredrik Johansson, Mikael Renliden, Kristian Thulesius, Jan Nygren, Monica Silverstrand, Tina Leijonberg Koreografi Runar Borge och Lars Bethke, Scenografi Svein Lund-Roland, Kostym Lars-Åke Wilhelmsson |
| 1994 | Hair                                | Galt MacDermot, Gerome Ragni och James Rado                                                           | Runar Borge   | |

| År   | Produktion                                         | Upphovsmän                                              | Regi                   | Noter |
| ---- | -------------------------------------------------- | ------------------------------------------------------- | ---------------------- | --- |
| 1995 | Little shop of horrors                             | Alan Menken och Howard Ashman Översättning Calle Norlén | Thomas Ryberger        | Björn Kjellman, Charlotte Strandberg, Per Eggers, Claes Malmberg, Jan Åström, Johan Rheborg, Lars-Åke Wilhelmsson, Sussie Eriksson, Hans Johansson, Jimmy Schönning Koreografi Babis Harall, Scenografi Bengt Frödeberg, Kostym Lars-Åke Wilhelmsson |
| 1997 | Svensson, Svensson                                 | Tomas Tivemark, Johan Kindblom och Michael Hjorth       | Mikael Ekman           | |
| 1997 | Hotelliggaren Two Into One                         | Ray Cooney                                              | Bo Hermansson          | |
| 2000 | En show för slutna sällskap med öppna öron         |                                                         |                        | Ainbusk Singers |
| 2001 | Allt Möjligt, revy                                 |                                                         |                        | Galenskaparna och After Shave |
| 2001 | Jul jul jul, revy                                  |                                                         |                        | Galenskaparna och After Shave |
| 2002 | Revisorn Ревизор                                   | Nikolaj Gogol                                           | Wilhelm Carlsson       | |
| 2003 | Chinarevyn                                         |                                                         | Anders Albien          | |
| 2004 | Hur tänker hon?                                    | Robert Dubac                                            | Tomas Alfredson        | |
| 2005 | Sol, vind & vatten                                 |                                                         | Anders Butta Börjesson | |
| 2005 | Muntergökarna The Sunshine Boys                    | Neil Simon                                              | Bjarni Haukur Thorsson | |
| 2006 | Lögn i helvete The Lying Kind                      | Anthony Neilson Översättning Hans Alfredson             | Lars Amble             | Peter Dalle, Robert Gustafsson, Gunnel Fred, Kajsa Ernst, Bergljót Árnadóttir, Anita Ekström, Sten Ljunggren, Per Svensson, Ida Steén Scenografi och kostym Anna Asp                                                                                 |
| 2006 | West Side Story                                    | Leonard Bernstein, Stephen Sondheim och Arthur Laurents | Oskar Bly              | |
| 2008 | Jekyll & Hyde – the musical                        | Frank Wildhorn och Leslie Bricusse                      | Staffan Aspegren       | |
| 2008 | The Producers - Det våras för Hitler The Producers | Mel Brooks och Thomas Meehan Översättning Calle Norlén  | Anders Aldgård         | Premiär 19 september 2008 Claes Malmberg, Kim Sulocki, Christine Meltzer, Claes Månsson, Magnus Härenstam, Ola Forssmed Koreografi Denise Holland Bethke, Scenografi Erik Fredriksson och Marcus Englesson, Kostym Lars-Åke Wilhelmsson              |

### Vicky von der Lancken
| År   | Produktion                          | Upphovsmän                                                                                     | Regi             | Noter |
| ---- | ----------------------------------- | ---------------------------------------------------------------------------------------------- | ---------------- | --- |
| 2009 | Hairspray                           | Mark Shaiman och Scott Wittman Översättning Anders Albien                                      | Anders Albien    | Premiär 17 september 2009 Jessica Heribertsson, Rolf Lassgård, Morgan Alling, Helena Bergström, Birgitta Rydberg, Gladys del Pilar, David Lindgren, Alexander Larsson, Malin Sjöquist, Patrik Martinsson, Katrin Sundberg, Nikisha Fogo, Laila Adèle, Joanna Eriksson, Clarissa Krabbe, Kristina Lindgren, Camilo Bresky, Kim Nielsen, Marcus Söderberg, Hanna Leffler, Malin Styrke, Daniel Gill, David Joseph Koreografi Tomas Adrian Glans |
| 2011 | Leva livet Elsk mig i nat           | Ida Maria Rydén och Ina Bruhn Översättning Philip Zandén                                       | Philip Zandén    | Premiär 13 januari 2011 Malena Laszlo, Christine Meltzer, Lisa Werlinder, Jessica Zandén, Patrik Martinsson, Alexander Stocks, Linus Wahlgren, Anna Åström, Kristoffer Hellström, Lisa Stadell, Fredrik Lexfors, Phillip Jenkins, Charlotta Öfverholm, Lina Lundin, Sigge Modigh, Karen Margrethe Aunsholt, Rami Jawhari |
| 2011 | Zpanska flugan Die spanische Fliege | Franz Arnold och Ernst Bach                                                                    | Leif Lindblom    | Premiär 8 september 2011 Peter Dalle, Suzanne Reuter, Per Andersson, Per Eggers |
| 2012 | Dirty Dancing                       | Eleanor Bergstein Översättning Anders Albien                                                   | Anders Albien    | Premiär 6 september 2012 Emilia Ödling Runsteen, Pascal Jansson, Per Graffman, Katrin Sundberg, Jenny Lampa, Dan Bratt, Anna Widing, Maria Hjelte, Filip Johansson, Philip Hughes, Robert Bengtsson, Linus Wahlgren, Björn Granath, Joachim Bergström, Thomas Hedengran, Sören du Hoffmann, Alexander Larsson, Frida Lehman, Anders Jacob, Ludwig Jerkander, Anna Stenbeck, Sandra Gerdin, Faye Best, Johan Klarbrant, Kitty Chan, Frank Sehlstedt, Sharon Johansson Koreografi David Scotchford, Scenografi Paul Edwards, Kostym Marianne Lunderquist, Kapellmästare Jan Radesjö |
| 2013 | Rock of Ages                        | Chris D'Arienzo Översättning Edward af Sillén                                                  | Anders Albien    | Premiär 21 februari 2013 Joacim Cans, Johan Rheborg, Peter Magnusson, Gladys del Pilar, Peter Johansson, Mari Haugen Smistad, Bertram Heribertson, Jessica Heribertsson, Jacob Stadell, Thomas Vikström, Nicklas Berglund, Tomas Strömberg, Emmie Asplund Eriksson, Therese Lindh Bjellder, Sharon Söderberg, Jenny Fromm Sehlstedt Kapellmästare Jan Radesjö, Koreografi Tomas Glans, Scenografi Andreas Bini, Kostymdesign Camilla Thulin |
| 2014 | Flashdance the musical              | Tom Hedley och Robert Cary                                                                     | Anders Albien    | |
| 2015 | Jersey Boys                         | Bob Gaudio, Bob Crewe, Marshall Brickman och Rick Elice                                        | Anders Albien    | Premiär 18 september 2015 Bruno Mitsogiannis, Peter Johansson, David Lindgren, Robert Rydberg, Stefan Clarin, Kristoffer Hellström, Fernando Fuentes, Lisa Stadell, Annika Herlitz, Anne Sjöbakken Fleiner, Hanna Leffler, Nicklas Berglund, Jesper Sjöberg, Emil Nyström, Tomas Strömberg, Fredrik Lexfors |
| 2016 | Sällskapsresan                      | Bengt Palmers och Jakob Skarin                                                                 | Anders Albien    | Premiär 9 september 2016 Anders Johansson, Sven Melander, Hans-Erik Dyvik Husby, Frida Bergh, Nina Pressing, Fredrik Dolk, Cornelius Löfmark, Olof Ramel Koreografi Siân Playsted, Scenografi Fredrik Dillberg, Kostymer Marianne Lunderquist |
| 2017 | The Book of Mormon                  | Matt Stone, Trey Parker och Robert Lopez Översättning Anders Albien                            | Anders Albien    | Premiär 26 januari 2017 Linus Wahlgren, Per Andersson, Samantha Gurah, Anton Lundqvist, Peter Gardiner, Camilo Ge Bresky, Lars Göran Persson, Alexander Larsson, Kiralina Salandy, Sara Östberg Diakite, Elenor Margarita Eriksson, Clarissa Krabbe, Steve Shungu, Malick Afocozi, Andreas Österberg, Tony James Andersson, Tomas Strömberg, James Lund, Martin Redhe Nord, Nicklas Berglund, Robert Sillberg, Jesper Blomberg, Simen Gloppen Kapellmästare Janne Radesjö, Koreografi Siân Playsted, Scenografi Andreas Bini, Kostymd Camilla Thulin, Ljus Palle Palmé            |
| 2018 | Ghost                               | Dave Stewart, Glen Ballard och Bruce Joel Rubin Översättning Anders Albien och Amanda Albien   | Anders Albien    | Premiär 14 september 2018 Peter Johansson, Maria Lucia Rosenberg, Gladys del Pilar, Bruno Mitsogiannis, Clarissa Krabbe, Malick Afocozi, Elenor Margarita Eriksson, Stefan Clarin, Nils Närman Svensson, Kristina Lindgren, Joanna Perera, Sanna Martin, Anna-Maria Hallgarn, James Lund, Alexander Larsson, Mario Perez Amigo, Joanna Holewa Chrona, Timothy Kakeeto, Alexandr Antochvili, David Rigo Kapellmästare Jan Radesjö, Koreografi Jennie Widegren, Bianca Fernström, Åsa Engman, Scenografi Andreas Bini, Kostym Camilla Thulin, Ljus Palle Palmé                      |
| 2019 | En värsting till syster Sister Act  | Alan Menken, Glenn Slater, Cheri Steinkellner och Bill Steinkellner Översättning Anders Albien | Anders Albien    | Premiär 11 september 2019 Gladys del Pilar, Suzanne Reuter, Charlott Strandberg, Birgitta Rydberg, Kim Sulocki, Karl Dyall, Alexander Larsson, Fernando Fuentes, Klas Wiljergård, Ebba Irestad, Nina Hammarklev, Elenor Margarita Eriksson, Ayla Kabaca, Åsa Bergh, Anna Werner, Anette Belander, Anna Lidman, Annika Herlitz, Jesper Blomberg, Peter Gröning, Tony James Andersson, Nils Axelsson, Tomas Totten Strömberg Kapellmästare Jan Radesjö, Koreografi Siân Playsted, Scenografi Andreas Bini, Kostym Camilla Thulin, Ljus Palle Palmé                                  |
| 2021 | Saturday Night Fever                | Robert Stigwood Översättning Anders Albien                                                     | Anders Albien    | Premiär 4 november 2021 David Lindgren, Andreas Lundstedt, Kajsa Ernst, Samuel Fröler, Peter Eggers, Kristina Lindgren, Lovisa Bengtsson, Rikard Björk, Fernando "Nando" Fuentes, Nils Reinholtz, Andreas Vilsmyr, Peter Gröning, Minou Deilert, Ulrika Ånäs, Alvaro Estrella, Zain Odelstål, Emilia Hallstenson, Louise Wallentin, Victoria Peréz, Martin Jonsson, Oscar Törnell, Albin Lindén Musikaliskt ansvarig & arrangör Jan Radesjö, Koreografi Jennie Widegren och Zain Odestål, Scenografi & kostymdesign Lehna Edwall, Ljus Palle Palmé                                |
| 2022 | The Bodyguard                       | Alexander Dinelaris Jr.(en) Översättning Calle Norlén                                          | Thomas Agerholm  | Premiär 9 september 2022 Nadja Kasanesh Holm, Anastasios Soulis, Marsha Songcome, Karl Dyall, Rikard Ulvshammar, Anton Lundqvist, Nicklas Hansson, Marcus Vögeli, Sofia Jung, Melinda de Lange, Victor Morell, Eliace Fanou, Max Sadio, Desmon Öfverman Kamara, Oscar Törnell, Alma Apenteng, Céline Diop, Lovisa Bengtsson, Marco Wihlborg, Pauline Eddeborn, Amir Ashoor, Edin Jusuframic, Emilia Hallstensson, Michael Buchner Koreografi Sonny Fredie-Pedersen, Scenografi Benjamin La Cour, Kostymdesign Jesper Høvring, Kapellmästare Jan Radesjö                           |
| 2024 | Dreamgirls                          | Henry Krieger och Tom Eyen Översättning Calle Norlén                                           | Edward af Sillén | Premiär 12 september 2024 Laila Adéle, Janice Kavander, Mary N'diaye, Alexander Larsson, Peter Gardiner, Prince Mpedzis, Christopher Lehmann, Minou Deilert, Anna Rällsjö, Liza Stokseth, Marvin Amoroso, Princess Lyka Alexander, Celine Diop, Kenny Svensson, Alecsander Javier Nilsson, William Wasberg, Emilia Hallstensson, Alexandra Fors, Keisha von Arnold, Ulrika Ånäs, Martin Wallin Andersson, Patrik Riber, Martin Jonsson Scenografi och kostym Lehna Edwall, Koreografi Zain Odelstål, Kapellmästare Jan Radesjö                                                    |

### Fotnoter
1. ↑  Ann Lindegren Westerman: Arkitekterna Albin Stark och Erik Stark Arkiverad 19 augusti 2010 hämtat från the Wayback Machine. ISBN 978-91-86050-77-1  PDF
2. ↑  China Teatern - Historia Arkiverad 9 augusti 2011 hämtat från the Wayback Machine.
3. ↑  "Miss China går till filmen?" (aktris Inga Florell) Tidningen Se nr 19, 1942, sid 16-17. Läst 5 augusti 2018.
4. ↑  Dagens Nyheter 12 mars 1982 sid.49
5. ↑  ”Parnevik lämnar affärerna: Chinateatern såld till Badhuset”. Dagens Nyheter:  s. 21. 9 augusti 1986. https://arkivet.dn.se/tidning/1986-08-09/213/21. Läst 11 mars 2018.
6. ↑  ”Nöjeskung avyttrar mer av sitt imperium”. Dagens Nyheter. 29 augusti 1995. https://www.dn.se/arkiv/teater/nojeskung-avyttrar-mer-av-sitt-imperium/. Läst 11 mars 2018.
7. ↑  Nyréns: China Teatern, Berzeliipark Arkiverad 21 augusti 2010 hämtat från the Wayback Machine.
8. ↑  ”Rika morbror”. Dramaten. Arkiverad från originalet den 23 september 2015. https://web.archive.org/web/20150923223934/http://www.dramaten.se/Medverkande/Rollboken/Play/520/. Läst 3 september 2015.
9. ↑  C.B-n (13 september 1946). ”Musical comedy på China”. Dagens Nyheter:  s. 12. http://arkivet.dn.se/arkivet/tidning/1946-09-13/249/12. Läst 30 augusti 2015.
10. ↑  Mago (1988). Klä av, klä på... Tecknat och antecknat. Stockholm: Författarförlaget. Libris 7596353. ISBN 9170545723
11. ↑  ”Anne Franks dagbok”. Dramaten. Arkiverad från originalet den 23 september 2015. https://web.archive.org/web/20150923223949/http://www.dramaten.se/Medverkande/Rollboken/Play/873/. Läst 3 september 2015.
12. ↑  ”Vår lilla stad”. Dramaten. Arkiverad från originalet den 23 september 2015. https://web.archive.org/web/20150923223951/http://www.dramaten.se/Medverkande/Rollboken/Play/877/. Läst 3 september 2015.
13. ↑  ”Romeo och Julia”. Dramaten. Arkiverad från originalet den 23 september 2015. https://web.archive.org/web/20150923223953/http://www.dramaten.se/Medverkande/Rollboken/Play/885/. Läst 3 september 2015.
14. ↑  ”Hjälten på den gröna ön”. Dramaten. Arkiverad från originalet den 23 september 2015. https://web.archive.org/web/20150923223957/http://www.dramaten.se/Medverkande/Rollboken/Play/897/. Läst 3 september 2015.
15. ↑  ”Arlecchinos äventyr”. Dramaten. Arkiverad från originalet den 23 september 2015. https://web.archive.org/web/20150923223955/http://www.dramaten.se/Medverkande/Rollboken/Play/890/. Läst 3 september 2015.
16. ↑  ”Leonce och Lena”. Dramaten. Arkiverad från originalet den 23 september 2015. https://web.archive.org/web/20150923224002/http://www.dramaten.se/Medverkande/Rollboken/Play/907/. Läst 3 september 2015.
17. ↑  ”Don Juan eller Stengästen”. Dramaten. Arkiverad från originalet den 23 september 2015. https://web.archive.org/web/20150923224000/http://www.dramaten.se/Medverkande/Rollboken/Play/905/. Läst 3 september 2015.
18. ↑  ”Ture Sventon, privatdetektiv”. Dramaten. Arkiverad från originalet den 23 september 2015. https://web.archive.org/web/20150923224005/http://www.dramaten.se/Medverkande/Rollboken/Play/911/. Läst 3 september 2015.
19. ↑  ”Kort historik”. Sällskapet stallfåglarna. Arkiverad från originalet den 3 september 2015. https://archive.is/20150903150850/http://stallfaglarna.se/oldsite/historik.php. Läst 3 september 2015.
20. ↑  Marcus Boldemann (24 januari 1993). ”Unga dansare höjdpunkt i spretig 'Fame'”. Dagens Nyheter. http://www.dn.se/arkiv/kultur/unga-dansare-hojdpunkt-i-spretig-fame/. Läst 29 maj 2016.
21. ↑  Eva Welander (2 oktober 1994). ”Musiken överlever allt”. Dagens Nyheter. Arkiverad från originalet den 23 januari 2016. https://web.archive.org/web/20160123032905/http://www.dn.se/arkiv/kultur/musiken-overlever-allt. Läst 12 juni 2015.
22. ↑  Eva Welander (16 september 1995). ”Växt som håller greppet: Dagsfärsk svensk komik i Little Shop of Horrors”. Dagens Nyheter. http://www.dn.se/arkiv/kultur/vaxt-som-haller-greppet-dagsfarsk-svensk-komik-i-little-shop. Läst 3 september 2015.
23. ↑  Jan-Olov Andersson (24 september 1999). ”Det här borde ha stannat på tv”. Aftonbladet. http://wwwc.aftonbladet.se/noje/9909/24/svensson.html. Läst 3 september 2015.
24. ↑  ”Hotelliggaren”. Chinateatern. Arkiverad från originalet den 23 september 2015. https://web.archive.org/web/20150923202843/http://www.chinateatern.se/show/hotelliggaren/. Läst 23 juni 2015.
25. ↑  ”Revisorn”. Chinateatern. Arkiverad från originalet den 24 juni 2015. https://web.archive.org/web/20150624015559/http://www.chinateatern.se/show/revisorn/. Läst 23 juni 2015.
26. ↑  ”Hur tänker hon?”. Chinateatern. Arkiverad från originalet den 23 september 2015. https://web.archive.org/web/20150923202846/http://www.chinateatern.se/show/hur-tanker-hon/. Läst 3 september 2015.
27. ↑  ”Muntergökarna”. Chinateatern. Arkiverad från originalet den 24 juni 2015. https://web.archive.org/web/20150624040449/http://www.chinateatern.se/show/muntergokarna/. Läst 3 september 2015.
28. ↑  ”Lögn i helvete”. Chinateatern. Arkiverad från originalet den 29 juni 2017. https://web.archive.org/web/20170629215518/http://www.chinateatern.se/show/logn-i-helvete/. Läst 3 september 2015.
29. ↑  ”Hairspray”. Chinateatern. Arkiverad från originalet den 23 september 2015. https://web.archive.org/web/20150923202839/http://www.chinateatern.se/show/hairspray/. Läst 3 september 2015.
30. ↑  ”Leva livet”. Chinateatern. Arkiverad från originalet den 23 september 2015. https://web.archive.org/web/20150923202900/http://www.chinateatern.se/show/leva-livet/. Läst 3 september 2015.
31. ↑  ”Zpanska flugan”. Chinateatern. Arkiverad från originalet den 23 september 2015. https://web.archive.org/web/20150923202954/http://www.chinateatern.se/show/zpanska-flugan/. Läst 3 september 2015.
32. ↑  Johanna Paulsson (16 februari 2012). ”'Dirty dancing' på Chinateatern, Stockholm”. Dagens Nyheter. http://www.dn.se/kultur-noje/scenrecensioner/dirty-dancing-pa-chinateatern-stockholm/. Läst 3 september 2015.
33. ↑  ”Dirty Dancing”. Nöjeskontoret. Arkiverad från originalet den 13 september 2024. https://web.archive.org/web/20240913182145/https://www.nojeskontoret.se/show/dirty-dancing/. Läst 13 september 2024.
34. ↑  ”Rock of Ages”. Chinateatern. Arkiverad från originalet den 1 februari 2016. https://web.archive.org/web/20160201193436/http://www.chinateatern.se/show/rock-of-ages/. Läst 3 september 2015.
35. ↑  ”Flashdance the musical”. Arkiverad från originalet den 24 maj 2015. https://web.archive.org/web/20150524190629/http://www.flashdance-themusical.se/. Läst 3 september 2015.
36. ↑  ”Jersey Boys”. Chinateatern. Arkiverad från originalet den 23 september 2015. https://web.archive.org/web/20150923202853/http://www.chinateatern.se/show/jersey-boys/. Läst 3 september 2015.
37. ↑  ”Sällskapsresan”. Chinateatern. Arkiverad från originalet den 27 mars 2016. https://web.archive.org/web/20160327022427/http://www.chinateatern.se/show/sallskapsresan/. Läst 3 april 2016.
38. ↑  ”Dreamgirls”. Chinateatern. Arkiverad från originalet den 13 september 2024. https://web.archive.org/web/20240913051317/https://www.chinateatern.se/shower/dreamgirls-the-musical. Läst 13 september 2024.